# Lei das proporções fixas
A lei das proporções fixas enuncia que um dado composto químico tem sempre a mesma proporção, em massa, dos elementos químicos que o constitui, independentemente da quantidade de composto considerada. Esta lei foi enunciada por John Dalton, no século XIX.